# Lang Lang

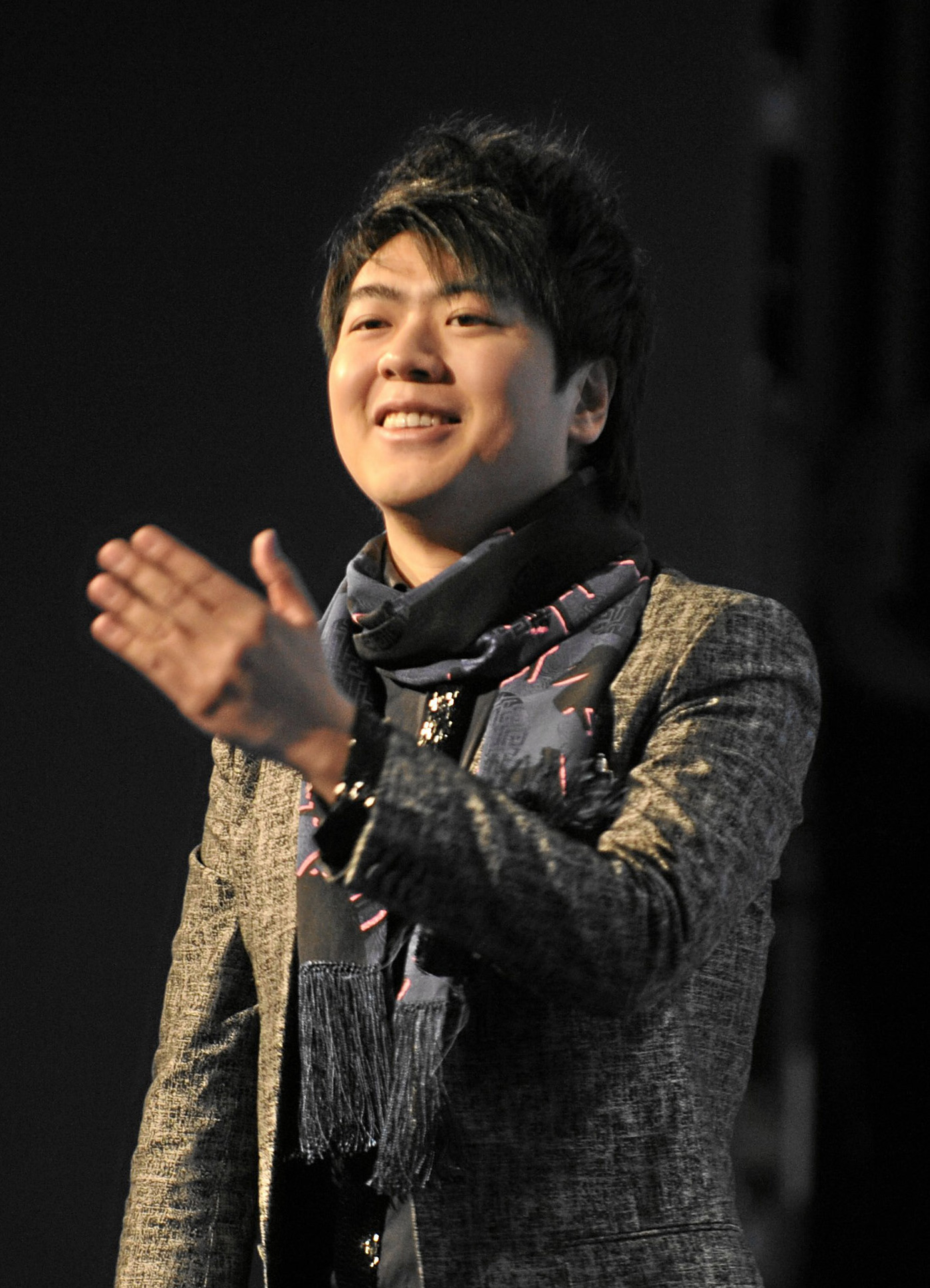
Lang Lang bei einem Konzert (2010)

Lang Lang (chinesisch 郎朗, Pinyin Láng Lǎng, IPA: [lɑ̌ŋ lɑ̀ŋ]; * 14. Juni 1982 in Shenyang) ist ein chinesischer Pianist.

## Leben
Eine Anekdote besagt, dass Lang Lang im Alter von zwei Jahren im Fernsehen Tom und Jerry sah, als Tom die Ungarische Rhapsodie Nr. 2 cis-Moll von Franz Liszt auf dem Klavier spielte. Diese erste Begegnung mit westlicher Musik soll in ihm den Wunsch geweckt haben, Klavier spielen zu lernen. Also sparten seine Eltern für einen Klavierunterricht bei Zhu Ya-Fen am Konservatorium seiner Heimatstadt, den er dann bereits mit drei Jahren erhielt. Mit fünf Jahren gewann er den Shenyang-Klavierwettbewerb und spielte erstmals vor öffentlichem Publikum. In den folgenden Jahren erhielt er weitere Preise bei Jugendwettbewerben in Peking, später auch in Deutschland und Japan. Im Alter von neun Jahren nahm er ein Musikstudium bei Zhao Ping-Guo an der Zentralen Musikhochschule in Peking auf. Mit elf Jahren gewann er seinen ersten internationalen Preis beim vierten Internationalen Jugend-Wettbewerb in Ettlingen in Deutschland.
Von 1997 bis 2002 studierte er am Curtis Institut in Philadelphia bei Gary Graffman.
Der Durchbruch gelang Lang 1999 im Alter von 17 Jahren, als er in letzter Minute bei der Galaxy of Stars des Ravinia Festivals für den indisponierten André Watts einspringen durfte und unter der Leitung von Christoph Eschenbach mit dem Chicago Symphony Orchestra Tschaikowskis 1. Klavierkonzert spielte. In den folgenden Jahren wurde Lang von Christoph Eschenbach gefördert. 2001 debütierte er mit dem Klavierkonzert von Edvard Grieg an der Seite des Baltimore Symphony Orchestras unter der Leitung von Yuri Temirkanov in der Carnegie Hall.
Seitdem absolvierte Lang Lang zahlreiche Konzertreisen und spielte unter Dirigenten wie Daniel Barenboim, Christoph Eschenbach, Sir Simon Rattle, Lorin Maazel und James Levine.
Beim Eröffnungskonzert der Londoner Proms im Juli 2003 spielte er unter Leonard Slatkin das erste Klavierkonzert von Tschaikowski. 2011 trat Lang Lang zum sechsten Mal seit 2001 bei der Last Night of the Proms auf und spielte dort das Klavierkonzert Nr. 1 in Es-Dur von Franz Liszt.
Für großes Aufsehen sorgte sein Solodebüt am 7. November 2003 in der ausverkauften Carnegie Hall. Die DVD-Dokumentation dieses Konzerts, Lang Lang – Live at Carnegie Hall unter der Regie Benedict Mirows, wurde 2005 mit dem Echo Klassik für die beste Musik-DVD ausgezeichnet. Lang Lang hatte auch einen Auftritt in dem preisgekrönten deutsch-österreichischen Dokumentarfilm Pianomania unter der Regie von Lilian Franck und Robert Cibis. Der Film feierte bereits in über 20 Ländern weltweit Premiere und ist Teil des Goethe-Institut-Katalogs. Im Rahmen des Beijing Music Festival 2010 spielte er das für ihn komponierte Klavierkonzert Ruin and Memory des kanadischen Komponisten Howard Shore. Für Shores Soundtrack zu David Cronenbergs Drama Eine dunkle Begierde spielte er dessen Klavier-Arrangement von Wagners Siegfried-Idyll ein.
2015 arbeitete er zusammen mit Jean-Michel Jarre an einem Song dessen Electronica Volume 1-Projekts.
Von Mitte 2017 bis Mitte 2018 musste er wegen einer Sehnenscheidenentzündung ein Jahr lang pausieren.
Im Juni 2019 heiratete Lang Lang die deutsch-koreanische Pianistin Gina Alice Redlinger mit der er seit Ende Januar 2021 einen gemeinsamen Sohn hat.
Als Langs Wohnsitze werden Peking und New York genannt.

## Repertoire und Rezeption
Lang Lang spielte in den ersten Jahren seiner Karriere wiederholt Klavierkonzerte, so beispielsweise das erste von Tschaikowski sowie das zweite und dritte von Rachmaninow und die beiden von Chopin. Die Aufnahmen zeigen Kritikern zufolge sowohl seine Fähigkeiten als auch noch vorhandene Schwächen.
Während es seinen früheren Aufnahmen bei Telarc noch ein wenig an künstlerischer Individualität gemangelt haben soll, kämen in seiner Recital-Aufnahme mit Mozarts C-Dur-Sonate KV 330 und Chopins düsterer b-Moll-Sonate gewisse Manierismen zum Vorschein. Manch einer stört sich an seiner Detailverliebtheit, die bisweilen den Fluss der Musik und den Aufbau großer Bögen behindere.
Das enorme Potential des Chinesen werde hingegen in den furiosen Réminiscences de Don Juan seines Carnegie-Recitals deutlich. Mit seinem Klangsinn spiele er die impressionistisch angehauchten Acht Erinnerungen in Aquarellfarben des mit ihm befreundeten Komponisten Tan Dun in den unterschiedlichsten Farbnuancen.
Besondere Auftritte

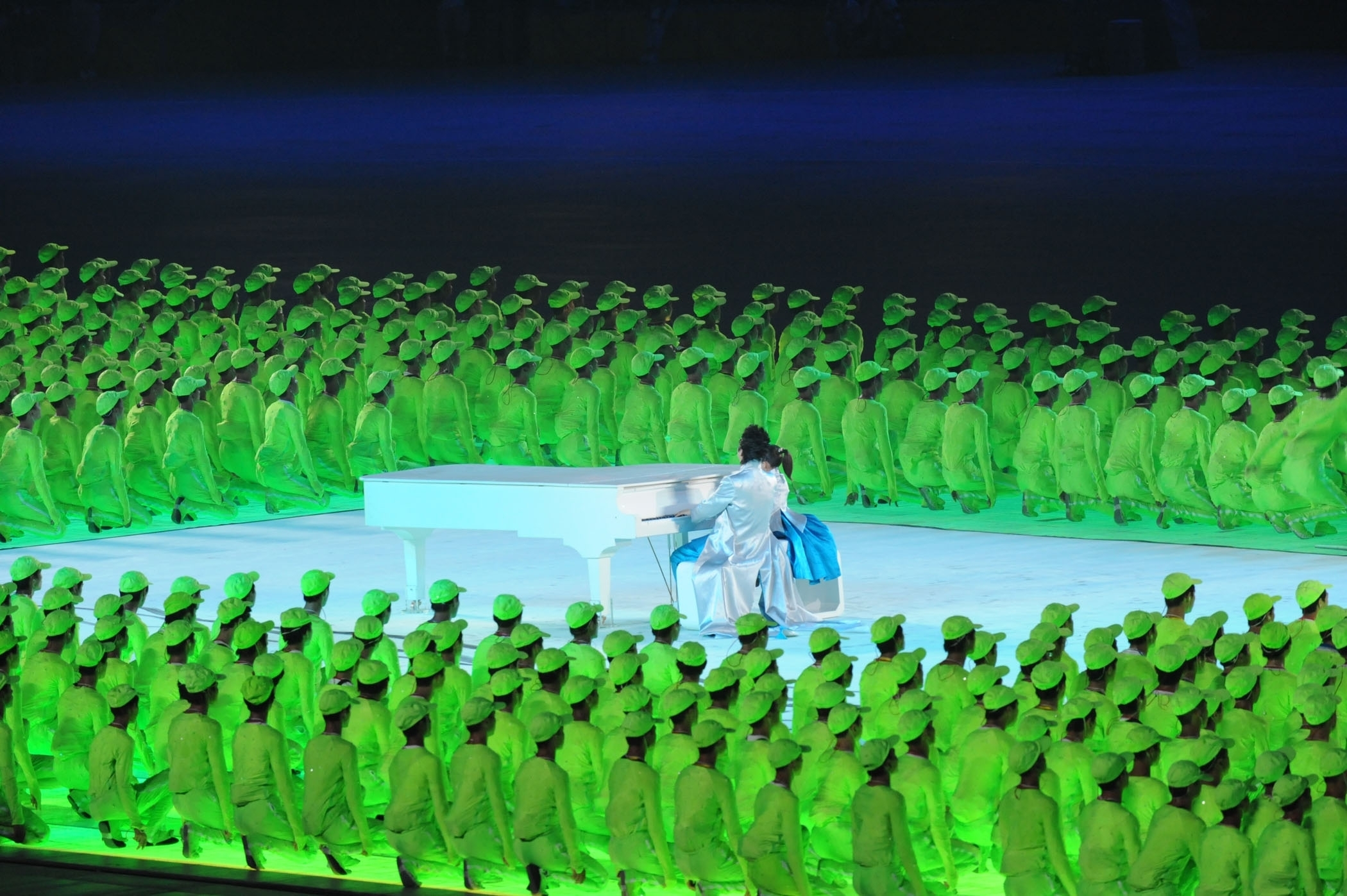
Lang Lang bei der Eröffnungsfeier der Olympischen Sommerspiele 2008

Am 15. Juni 2005 trat Lang Lang unter Zubin Mehta mit Tschaikowskis Klavierkonzert Nr. 1 in b-Moll beim Konzert für Europa im Schlosspark des Wiener Schlosses Schönbrunn auf.
Am 27. Januar 2006 spielte er anlässlich des 250. Geburtstags von Wolfgang Amadeus Mozart dessen c-Moll-Konzert in der Großen Halle des Volkes in Peking.
Am 6. Juni 2006 spielte er bei dem Konzert zur Eröffnung der Fußball-Weltmeisterschaft 3 Orchester und Stars zusammen mit dem Bayerischen Staatsorchester, den Münchner Philharmonikern, dem Symphonieorchester des Bayerischen Rundfunks sowie Plácido Domingo und Diana Damrau.
Einem breiteren deutschsprachigen Publikum bekannt wurde er, als er am 30. September 2006 in der Fernsehsendung Wetten, dass..? zu Gast war. Er verlor seine Wette und spielte als Wetteinlösung im Foyer eines Hotels Konstantin Weckers Kleines Herbstlied.

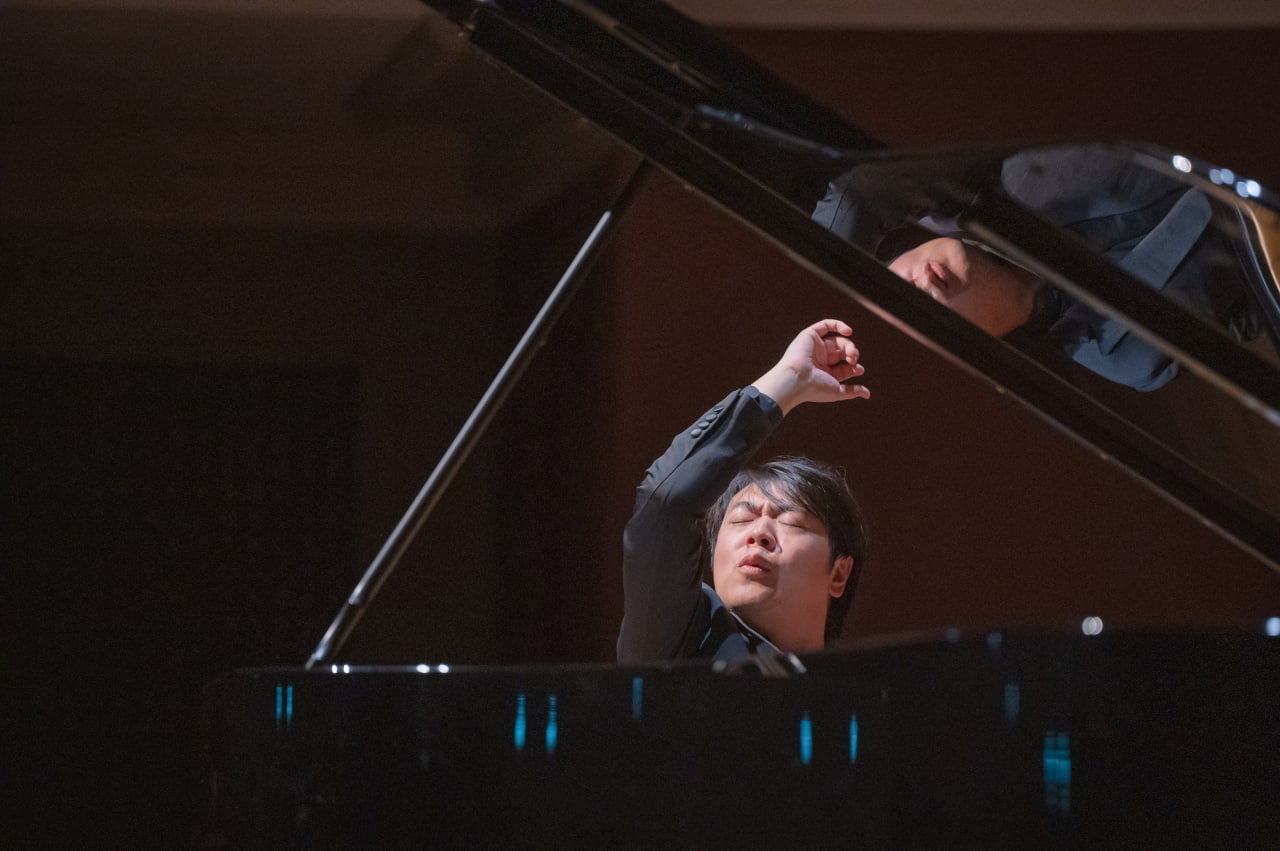
Lang Lang im Konzert

2007 hatte Lang Lang einen Gastauftritt auf Mike Oldfields Album Music of the Spheres. Im Rahmen der Fußball-Europameisterschaft 2008 spielte er für das ZDF auf der Bregenzer Seebühne zusammen mit Christopher von Deylen alias Schiller.
Am 8. August 2008 spielte er bei der Eröffnungsfeier der Olympischen Sommerspiele in Peking.
Am 10. Dezember 2009 spielte er bei der Verleihung des Friedensnobelpreises an Barack Obama in Oslo.
Er begleitete Jackie Chan auf dem Klavier zu dem Lied für die Expo 2010 in Shanghai.
Lang Lang spielte beim Staatsdinner in Washington im Januar 2011 Mein Vaterland, ein Lied aus dem Film Battle on Shangganling Mountain. Dies wertete die britische Tageszeitung Daily Mail als Skandal, da es als Ausdruck anti-amerikanischer Gesinnung angesehen werden müsse.
Am 4. Juni 2012 spielte er beim Diamond Jubilee Concert der BBC anlässlich des diamantenen Thronjubiläums von Königin Elisabeth II.
Am 26. Januar 2014 trat er zusammen mit der amerikanischen Heavy-Metal-Band Metallica bei den Grammy Awards 2014 auf, wo sie gemeinsam das Lied One spielten.
Am 28. Juni 2015 trat er auf dem traditionellen Saisonabschlusskonzert der Berliner Philharmoniker in der Berliner Waldbühne auf. Das Orchester unter Simon Rattle und UN-Botschafter des Friedens Lang Lang spendeten zusammen 60.000 Euro an UNICEF.
Am 27. Januar 2019 leitete Lang Lang einen Auftritt von 1554 Pianisten, die im Stadion von Xiamen auf 777 Klavieren Schuberts Militärmarsch spielten und damit einen Weltrekord aufstellten.

## Diskografie

### Alben
| Jahr | Titel                                           | Höchstplatzierung, Gesamtwochen, AuszeichnungChartplatzierungen (Jahr, Titel, Platzierungen, Wochen, Auszeichnungen, Anmerkungen) | Höchstplatzierung, Gesamtwochen, AuszeichnungChartplatzierungen (Jahr, Titel, Platzierungen, Wochen, Auszeichnungen, Anmerkungen) | Höchstplatzierung, Gesamtwochen, AuszeichnungChartplatzierungen (Jahr, Titel, Platzierungen, Wochen, Auszeichnungen, Anmerkungen) | Höchstplatzierung, Gesamtwochen, AuszeichnungChartplatzierungen (Jahr, Titel, Platzierungen, Wochen, Auszeichnungen, Anmerkungen) | Anmerkungen |
| Jahr | Titel                                           | DE | AT | CH | UK | Anmerkungen |
| ---- | ----------------------------------------------- | --- | --- | --- | --- | --- |
| 2004 | Lang Lang Live at Carnegie Hall                 | DE69 (4 Wo.)DE | — | — | — | |
| 2005 | Klavierkonzert Nr. 2                            | DE62 (2 Wo.)DE | — | — | — | mit Valery Gergiev |
| 2006 | Memory                                          | DE56 (7 Wo.)DE | — | — | — | |
| 2006 | Dragon Songs                                    | DE38 (10 Wo.)DE | AT68 (2 Wo.)AT | — | — | mit Long Yu & China Philharmonic Orchestra |
| 2007 | Beethoven Piano Concertos Nos. 1 & 4            | DE48 (6 Wo.)DE | — | — | — | |
| 2008 | Dreams of China                                 | DE41 (9 Wo.)DE | — | — | — | |
| 2008 | Chopin – The Piano Concertos                    | DE86 (4 Wo.)DE | — | — | — | mit Wiener Philharmoniker & Zubin Mehta |
| 2010 | The Best of Lang Lang                           | DE78 (1 Wo.)DE | — | — | — | |
| 2010 | Lang Lang Live in Vienna                        | DE30 (4 Wo.)DE | AT37 (4 Wo.)AT | CH49 (5 Wo.)CH | — | |
| 2011 | Liszt – My Piano Hero                           | DE48 (5 Wo.)DE | AT23 (5 Wo.)AT | CH44 (4 Wo.)CH | UK82 (2 Wo.)UK | mit den Wiener Philharmonikern & Valery Gergiev |
| 2012 | The Chopin Album                                | DE41 (6 Wo.)DE | AT41 (4 Wo.)AT | CH62 (2 Wo.)CH | — | |
| 2014 | SommernachtsKonzert 2014 – Summer Night Concert | — | AT16 (3 Wo.)AT | — | — | mit den Wiener Philharmonikern & Christoph Eschenbach |
| 2014 | The Mozart Album                                | DE33 (12 Wo.)DE | AT11 Platin · (12 Wo.)AT | CH49 (7 Wo.)CH | — | mit den Wiener Philharmonikern & Nikolaus Harnoncourt |
| 2015 | Lang Lang in Paris                              | DE90 (1 Wo.)DE | — | — | — | |
| 2016 | New York Rhapsody                               | DE64 (1 Wo.)DE | AT36 (1 Wo.)AT | CH54 (2 Wo.)CH | — | mit Andra Day, Herbie Hancock, Jason Isbell, Jeffrey Wright, Jerry Douglas, Kandace Springs, Lindsey Stirling, Lisa Fischer, Madeleine Peyroux, & Sean Jones. |
| 2019 | Piano Book                                      | DE8 (7 Wo.)DE | AT6 (6 Wo.)AT | CH13 (7 Wo.)CH | UK44 (1 Wo.)UK | |
| 2020 | Goldberg Variationen                            | DE6 (15 Wo.)DE | AT22 (3 Wo.)AT | CH16 (11 Wo.)CH | — | |
| 2022 | The Disney Book                                 | DE34 (2 Wo.)DE | — | CH88 (1 Wo.)CH | — | |
| 2024 | Saint-Saëns                                     | DE6 (4 Wo.)DE | AT63 (1 Wo.)AT | CH42 (2 Wo.)CH | — | mit Gina Alice Redlinger und dem Gewandhausorchester unter Andris Nelsons                                                                                     |

Weitere Alben
- 2001: Recorded Live At Seiji Ozawa Hall, Tanglewood
- 2002: Klavierkonzert 3 & Etüden
- 2013: Prokofiev: Piano Concerto No. 3 – Bartók: Piano Concerto No. 2 (mit Sir Simon Rattle & Berliner Philharmoniker)
- 2013: Lang Lang - The Highest Level Prokofiev 3 & Bartok 2
- 2014: Lang Lang at the Royal Albert Hall
- 2015: Lang Lang in Versailles
- 2016: New York Rhapsody – Live from Lincoln Center

### Singles
| Jahr | Titel Album               | Höchstplatzierung, Gesamtwochen, AuszeichnungChartsChartplatzierungen (Jahr, Titel, Album, Platzierungen, Wochen, Auszeichnungen, Anmerkungen) | Anmerkungen  |
| Jahr | Titel Album               | DE | Anmerkungen  |
| ---- | ------------------------- | --- | ------------ |
| 2008 | Time for Dreams Sehnsucht | DE19 (8 Wo.)DE | mit Schiller |

### Auszeichnungen für Musikverkäufe
Anmerkung: Auszeichnungen in Ländern aus den Charttabellen bzw. Chartboxen sind in ebendiesen zu finden.
| Land/RegionAuszeichnungen für Musikverkäufe (Land/Region, Auszeichnungen, Verkäufe, Quellen) | Gold | Platin  | Verkäufe | Quellen |
| -------------------------------------------------------------------------------------------- | ---- | ------- | -------- | ------- |
| Österreich (IFPI)                                                                            | —    | Platin1 | 15.000   | ifpi.at |
| Insgesamt                                                                                    | —    | Platin1 |          |         |

## Künstlerauszeichnungen
- 2002: Leonard Bernstein Award
- 2007: GRAMMY-Award-Nomination Best Instrumentalist Solo Performance with Orchestra[18]
- 2010: Internationaler Mendelssohn-Preis zu Leipzig (Kategorie Musik)
- 2012: Verdienstkreuz am Bande des Verdienstordens der Bundesrepublik Deutschland
- 2013: Goldene Kamera in der Kategorie Beste Musik International
- 2013:  ECHO Klassik als Bestseller des Jahres für The Chopin Album[19]
- 2013:  Offizier des Ordre des Arts et des Lettres
- 2014: Bambi in der Kategorie Klassische Musik[20]
- 2015: ECHO Klassik in der Kategorie Instrumentalist des Jahres[21]
- 2015: ECHO Klassik in der Kategorie Sonderpreis für Nachwuchsförderung für die Lang Lang International Music Foundation[22]
- 2015: GQ Männer des Jahres in der Kategorie Social Media
- 2021: Opus Klassik in der Kategorie Bestseller des Jahres[23]
- 2024: Opus Klassik in der Kategorie Instrumentalist des Jahres[24]